# Aelurillus catherinae
Aelurillus catherinae là một loài nhện trong họ Salticidae.
Loài này thuộc chi Aelurillus. Aelurillus catherinae được Jerzy Prószyński miêu tả năm 2000.